# Дошло е време
Дошло е време е пети по ред студиен албум на рок групата Епизод, издаден през 2003 година.

## Песни
Албума включва 11 парчета:
1. Молитва – 05:44
2. В гроба – 04:22
3. Животът е усилие – 03:39
4. Обречена е всяка плът – 04:56
5. Бедняшки гроб 1 – 02:25
6. Дошло е време – 03:52
7. Бедняшки гроб 2 – 04:54
8. Дохожда час – 02:39
9. Чака ни поп – 03:29
10. За всички вас – 02:03
11. На прощаване – 03:40

## Изпълнители
- Емил Чендов - вокал
- Драгомир Драганов - китара
- Симеон Христов - бас китара
- Делян Георгиев-клавишни
- Стоян Петров - барабани